# خوان رامون روانو
خوان رامون روانو سانتانا (بالإسبانية: Juan Ramón Ruano)‏ (مواليد 29 نوفمبر 1983 في يوساجري، بطليوس) هو لاعب كرة قدم إسباني، يلعب لنادي أرويو في مركز خط الوسط.

## وصلات خارجية
- خوان رامون روانو على موقع قاعدة بيانات كرة القدم.إي يو (الإنجليزية)
- خوان رامون روانو على موقع Soccerway.com (الإنجليزية)
- خوان رامون روانو على موقع AS.com (الإسبانية)

- BDFutbol profile
- Futbolme profile (بالإسبانية)
- Transfermarkt profile
- PlayerHistory profile